# 瑞穂村 (鳥取県気高郡)
瑞穂村（みずほそん）は、鳥取県気高郡にあった自治体である。1896年（明治29年）3月31日までは気多郡に属した。

## 概要
現在の鳥取市気高町下坂本・気高町宿・気高町土居・気高町重高・気高町二本木・気高町日光に相当する。河内川の中・下流域左岸に位置した。
村名は瑞々しい地で豊作を期待して命名された好字地名とされる。
藩政時代には鳥取藩領の気多郡坂本郷（さかもとのごう）に属する宿村・土居村・重高村・二本木村・下坂本村・日光村があった。和名類聚抄に坂本郷の名が見え、古代から呼称されていた地名であると考えられる。現在も下坂本という大字として残っているが、一説には天正年間の頃に坂本助左衛門という豪農がここにおり、その名を取って坂本村と呼ばれるようになったと伝えられている。

## 沿革
- 元禄14年（1701年） - 土居村が片山村を合併する[1]。
- 1881年（明治14年）9月12日 - 鳥取県再置。
- 1883年（明治16年） - 宝木宿（後の宝木村大字宝木）に設置された連合戸長役場の管轄区域となる。ただし日光村のみ勝見村（後の正条村大字勝見）の管轄区域となる[4]。
- 1889年（明治22年）10月1日 - 町村制の施行により、宿村・土居村・重高村・二本木村・下坂本村・日光村が合併して村制施行し、気多郡瑞穂村が発足。旧村名を継承した6大字を編成し、役場を下坂本村に設置[1][5]。
- 1896年（明治29年）4月1日 - 郡制の施行により、高草郡・気多郡の区域をもって気高郡が発足し、気高郡瑞穂村となる。
- 1915年（大正4年）1月1日 - 「瑞穂村大字◯◯村」から大字の「村」を削除し、「瑞穂村大字◯◯」と改称[6]。
- 1955年（昭和30年）7月1日 - 宝木村・酒津村・逢坂村・浜村町と合併し、気高町が発足。同日瑞穂村廃止[7]。

## 行政

### 歴代村長
| 代         | 氏名         | 就任年月日                 | 退任年月日                 | 備考 |
| ---------- | ------------ | -------------------------- | -------------------------- | ---- |
| 初         | 池本潔       | 1889年（明治22年）11月19日 | 1893年（明治26年）11月18日 |      |
| 2          | 池本潔       | 1893年（明治26年）11月18日 | 1897年（明治30年）11月17日 |      |
| 3          | 池本潔       | 1897年（明治30年）11月30日 | 1901年（明治34年）11月29日 |      |
| 4          | 池本潔       | 1901年（明治34年）12月7日  | 1903年（明治36年）5月27日  | 辞任 |
| 5          | 富山房次郎   | 1903年（明治36年）6月24日  | 1907年（明治40年）6月23日  |      |
| 6          | 堀尾平五郎   | 1907年（明治40年）7月3日   | 1910年（明治43年）2月28日  | 辞任 |
| 7          | 徳田榮三郎   | 1910年（明治43年）3月8日   | 1914年（大正3年）3月7日    |      |
| 8          | 堀尾梶太郎   | 1914年（大正3年）3月16日   | 1916年（大正5年）3月3日    | 辞任 |
| 9          | 村上千代蔵   | 1916年（大正5年）3月10日   | 1920年（大正9年）3月9日    |      |
| 10         | 太田智耶理   | 1920年（大正9年）4月19日   | 1924年（大正13年）4月18日  |      |
| 11         | 中原久太郎   | 1924年（大正13年）5月19日  | 1924年（大正13年）11月28日 | 辞任 |
| 12         | 堀尾富三郎   | 1925年（大正14年）1月28日  | 1925年（大正14年）5月18日  | 辞任 |
| 13         | 堀尾富三郎   | 1925年（大正14年）6月8日   | 1926年（大正15年）5月8日   | 辞任 |
| 14         | 堀尾梶太郎   | 1926年（大正15年）5月25日  | 1928年（昭和3年）9月18日   | 死亡 |
| 15         | 太田智耶理   | 1928年（昭和3年）10月1日   | 1932年（昭和7年）9月30日   |      |
| 16         | 太田智耶理   | 1932年（昭和7年）10月1日   | 1934年（昭和9年）5月22日   | 病気 |
| 17         | 富山長一郎   | 1934年（昭和9年）6月1日    | 1938年（昭和13年）5月31日  |      |
| 18         | 冨山長一郎   | 1938年（昭和13年）6月1日   | 1942年（昭和17年）5月31日  |      |
| 19         | 木下懿太郎   | 1942年（昭和17年）6月1日   | 1943年（昭和18年）5月26日  | 辞任 |
| 20         | 中原政太郎   | 1943年（昭和18年）8月24日  | 1946年（昭和21年）6月28日  | 辞任 |
| 21         | 原哲夫       | 1946年（昭和21年）7月15日  | 1951年（昭和26年）4月4日   |      |
| 22         | 村中治郎兵衛 | 1951年（昭和26年）4月23日  | 1955年（昭和30年）6月30日  |      |
| 参考文献 - |              |                            |                            |      |

## 教育
- 瑞穂村立瑞穂小学校（現・鳥取市立瑞穂小学校）[1]
- 瑞穂村酒津村学校組合立気高中学校：所在地は宝木村大字宝木、現在の気高電機の位置。気高町発足後の1956年（昭和31年）4月1日に宝木中学校と合併。1968年（昭和43年）4月に気高町内の中学校統合により新・気高中学校となり、現在は鳥取市立気高中学校となる[1]。

## 交通

### 鉄道
- 最寄りの駅：宝木駅

### 道路
- 国道9号